# The Blackening
The Blackening – szósty album studyjny zespołu Machine Head wydany 27 marca 2007 roku przez Roadrunner Records. Teksty utworów zawartych na nim dotyczą polityki, miłości, wojny, religii.

## Lista utworów
1. "Clenching the Fists of Dissent" – 10:36
2. "Beautiful Mourning" – 4:46
3. "Aesthetics of Hate" – 6:30
4. "Now I Lay Thee Down" – 5:34
5. "Slanderous" – 5:16
6. "Halo" – 9:03
7. "Wolves" – 9:01
8. "A Farewell to Arms" – 10:15

## Wydania

### CD+DVD nr RR 8016-8
CD:
9. "Battery" (cover zespołu Metallica) – 5:02
DVD:
1. "The Making of the Blackening"
2. "Sounds of the Underground Tour Diary"

### 2008 Bonus CD
1. "Hallowed Be Thy Name" (Cover Iron Maiden) – 7:28
2. "Alan's On Fire" (Cover Poison Idea) – 3:59
3. "Negative Creep" (Cover Nirvany) – 2:40
4. "Seasons Wither" – 6:15
5. "My Misery" – 4:38
6. "House Of Suffering" (Cover Bad Brains) – 2:09
7. "The Possibility Of Life's Destruction" (Cover Discharge) – 1:26
8. "Ten Ton Hammer" (Extended Original Mix) – 5:06
9. "Hole In The Sky" (Cover Black Sabbath) – 3:32
10. "Colors" (Ice T Cover) – 4:41
11. "Hard Times" (Live Cover Cro-Mags) – 2:02
12. "Halo (I Want Your Soul)" (Demo) – 6:34
13. "Aesthetics Of Hate (Thrash-Terpiece)" (Demo) – 4:49

## Single
- "Now I Lay Thee Down" – Roadrunner Records, 2007
- "Halo" – Roadrunner Records, 2007

## Wideografia
- "Aesthetics of Hate" – Mike Sloat, 2007
- "Now I Lay Thee Down" – Mike Sloat, 2007
- "Halo" – Mike Sloat, 2008

## Twórcy
- Robb Flynn – śpiew, gitara elektryczna
- Adam Duce – gitara basowa, śpiew
- Dave McClain – perkusja
- Phill Demmel – gitara elektryczna